# Capua
Capua je grad u pokrajini Caserti, regija Kampanija (južna Italija), s 18.979 stanovnika (2007.). Capua se nalazi na rtu Volturnu, 26 km sjeverno od Napulja. Značajna je po proizvodnji streljiva, kemijskoj i prehrambenoj idustriji.

## Povijest
Antičku Capue su osnovali Etruščani 471. pr. Kr., i ona je bila saveznik Hanibala u Punskom ratu protiv Rima (216. – 211. pr. Kr.), nakon čega je priključena Rimskoj Republici pod imenom Capua. U antici Capua je bila razvijeno obrtničko središte (brončane posude: campana supellex). God. 456. razaraju je Vandali, a oko 840. Saraceni. God. 856. obnovljena je kao glavni grad langobardske države, nakon čega je postala dijelom Kraljevstva Sicilije. Antički Cosilinum (današnja Santa Maria Capua Vetere, oko 4 km od današnjeg grada), je u srednjem vijeku preuzela sve stanovništvo, a Capua je zaboravljena. Od 1860. Capua je dio Kraljevine Italije.

## Znamenitosti
Iako nisu pronađeni ostaci pred-rimske kulture, sa svih strana grada nalaze nekropole koje datiraju u 7. stoljeće pr. Kr. Grobnice su raznih oblika, grobne dvorane su oslikane zidnim freskama, a kockaste grobnice od kamena peperina su ukrašene izdubljenjima.
Hadrijanov slavoluk, izgrađen od izvrsne opeke i nekoć obložen mramorom, ima tri polukružna otvora i podignut je za nepoznatog vladara (pripisan Hadrijanu). Od njega vodi drevna Oskanska cesta duga 1600 metara (6000 oskanskih stopa) prema antičkom gradu.
U gradu se sa sjeverne strane najstarije rimske popločane ceste (Via Appia) nalaze terme nasuprot kazališta koje je na jugu. Terme su se sastojale od kriptoportika (cryptoporticus) koji je s tri strane okruživao dvorište, dok je južna strana dvorišta bila otvorena cesti. Danas se nalazi ispod zatvora.
Izvan grada, u blizini Santa Maria Capua Vetere, nalazi se amfiteatar iz Augustovog doba, koji je obnovio car Hadrijan i prema natpisu iznad glavnog ulaza posvetio Antoniju Piju. Unutrašnjost mu je činilo 80 dorskih arkada na četiri kata, od čega su ostala samo dva luka. Ključni kamen svake arkade bio je ukrašen glavom nekog božanstva. Ispod arene se nalaze podrumski prolazi poput onih u amfiteatru u Puteoli. To je bio jedan od najvećih amfiteatara promjera 170 x 140 metara, dok mu je arena imala promjer 75 x 45 metara, dakle odmah iza Koloseja promjera 188 x 155 (arena 85 x 53) m.
Bivši Dijanin hram su iskoristili benediktinci za izgradnju crkve sv. Arkanđela Mihovila (San Michele Arcangelo) u mjestu Sant'Angelo u Formisu. Ona datira iz 944. godine kada ju je podigao opat Deziderije (kasnije papa Viktor III.) od Monte Cassina. U njoj se nalaze veličanstvene freske iz 11. i 12. stoljeća na kojima se može prepoznati pet različitih stilova. Na njima su prikazani svi glavni prizori iz Novog zavjeta.
Od ostalih spomenika u Capui najpoznatiji su katedrala iz 9. stoljeća, normanska utvrda iz 11. stoljeća, brojne crkve, palače i muzej.

## Vanjske poveznice
- web kamera (Capua)